# Нещерет, Руслан Алексеевич
Русла́н Алексе́евич Нещере́т (укр. Руслан Олексійович Нещерет; род. 22 января 2002, Мукачево, Закарпатская область) — украинский футболист, вратарь киевского «Динамо».

## Клубная карьера
Родился 22 января 2002 года в городе Мукачево Закарпатской области. Футболом начал заниматься ещё в раннем детстве и уже к восьми годам определился, что его основной позицией на поле является амплуа вратаря. Когда ему было десять, его пригласили на просмотр в детско-юношескую футбольную школу киевского «Динамо». Однако на тот момент, родители отказались от переезда в столицу из-за маленького возраста Руслана. Спустя два года Нещерет вновь получил приглашение на просмотр и родители на этот раз согласились отдать сына в футбольную академию «Динамо». Учился и жил Нещерет академии «Динамо» на Нивках.
Показывавшего заметный прогресс в «Динамо» Руслана Нещерета, тренер Олег Венглинский перевёл заниматься в группу с детьми на год старше его. С 2015 по 2017 год он выступал за «Динамо» в детско-юношеской футбольной лиге Украины, где в общей сложности сыграл в 50 матчах. В составе команды «Динамо» до 14 лет стал серебряным призёром первенства 2015 года, а в следующем году стал победителем чемпионата Украины для игроков до 15 лет.
После выпуска из академии начал играть за «Динамо» в юношеском чемпионате Украины для игроков до 19 лет. Дебют Нещерета в этом турнире состоялся 16 мая 2018 года в матче против стрыйской «Скалы» (4:0). 6 ноября 2018 года он впервые сыграл в рамках Юношеской лиги УЕФА в игре против бельгийского «Андерлехта» (1:1).
В январе 2019 года главный тренер «динамовцев» Александр Хацкевич пригласил Нещерета на тренировочные сборы в Испанию вместе с основным составом команды. Нещерет отправился на сборы в качестве четвёртого вратаря из-за травмы Владислава Кучерука. На сборах молодому вратарю доверили отыграть второй тайм матча с румынским «Стяуа» (1:1).
По итогам сезона 2018/19 он вместе с командой стал победителем первенства Украины до 19 лет.
В октябре-ноябре 2019 года главный тренер «Динамо» четыре раза включал Нещерета в заявки на игры Премьер-лиги Украины. В январе 2020 года футболист подписал пятилетний контракт с клубом. В рамках розыгрыша Юношеской лиги УЕФА Нещерет сыграл во всех пяти поединках «Динамо» сезона 2019/20. Киевляне тогда дошли до стыковых игр, где уступили загребскому «Динамо» в серии пенальти. Его дебют в молодёжном чемпионате Украины состоялся 14 марта 2020 года в матче против полтавской «Ворсклы» (2:2).
Перед игрой 31 октября 2020 года чемпионата Украины против «Днепра-1» стало известно, что вратари киевлян Денис Бойко и Георгий Бущан не смогут принять участие в поединке из-за обнаруженного у них COVID-19. Главный тренер «Динамо» Мирча Луческу в итоге доверил место в воротах Нещерету, для которого этот матч стал первым официальным за «бело-синих». По ходу поединка дебютант пропустил один гол от Александра Назаренко, что не помешало киевлянам обыграть соперника со счётом (2:1). Поскольку Нещерет дебютировал в возрасте 18 лет 282 дней, то занял второе место в списке самых молодых дебютантов-вратарей «Динамо» в украинском чемпионате, уступая по этому показателю лишь Максиму Ковалю, которому на момент дебюта было 17 лет 256 дней.
Уже в следующем матче «Динамо» против «Барселоны», состоявшимся 4 ноября 2020 года, Нещерет дебютировал в Лиге чемпионов. Несмотря на то, что киевляне уступили со счётом 1:2, Нещерет был признан лучшим игроком встречи по версии сайта WhoScored. По ходу игры дебютант совершил 12 сейвов, тем самым войдя в тройку лучших вратарей Лиги чемпионов за всю историю по этому показателю.

## Карьера в сборной
В сентябре 2016 года главный тренер юношеской сборной Украины до 16 лет Олег Кузнецов вызвал Нещерета в стан команды на две товарищеские встречи против Бельгии. Нещерет принял участие во втором матче, который состоялся 22 сентября 2016 года, и завершился поражением украинцев со счётом (0:3).
Нещерет сыграл в первом официальном матче сборной Украины до 15 лет против Чехии, который состоялся 23 мая 2017 года (0:1).
В январе 2018 года в составе сборной до 17 лет стал победителем и был признан лучшим вратарём на Кубке Развития, прошедшем в Минске. Вместе со сборной до 16 лет стал победителем Турнира развития УЕФА в апреле 2018 года в Финляндии. В следующем месяце вместе с командой стал победителем турнира Миляна Милянича в Сербии.
В составе сборной Украины до 17 лет под руководством тренера Владимира Езерского в августе 2018 года стал победителем мемориала Банникова. На отборочном турнире к чемпионату Европы 2019 года для игроков до 17 лет провёл три игры.
В сентябре 2019 года главный тренер молодёжной сборной Украины Руслан Ротань вызвал Нещерета на матчи отборочного турнира чемпионата Европы 2021. Дебют в молодёжной команде состоялся 14 октября 2019 года в товарищеской игре с Грецией (2:0).

## Статистика
| Сезон   | Клуб          | Лига                 | Чемпионат | Чемпионат | Кубок | Кубок | Еврокубки | Еврокубки | U-21 | U-21 | U-19 | U-19 |
| Сезон   | Клуб          | Лига                 | Игры      | Голы      | Игры  | Голы  | Игры      | Голы      | Игры | Голы | Игры | Голы |
| ------- | ------------- | -------------------- | --------- | --------- | ----- | ----- | --------- | --------- | ---- | ---- | ---- | ---- |
| 2017/18 | Динамо (Киев) | Премьер-лига Украины | 0         | 0         | 0     | 0     | 0         | 0         | 0    | 0    | 4    | -1   |
| 2018/19 | Динамо (Киев) | Премьер-лига Украины | 0         | 0         | 0     | 0     | 0         | 0         | 0    | 0    | 16   | -14  |
| 2019/20 | Динамо (Киев) | Премьер-лига Украины | 0         | 0         | 0     | 0     | 0         | 0         | 5    | -8   | 12   | -8   |
| 2020/21 | Динамо (Киев) | Премьер-лига Украины | 3         | -4        | 0     | 0     | 1         | -2        | 7    | -6   | 0    | 0    |
| 2021/22 | Динамо (Киев) | Премьер-лига Украины | 0         | 0         | 0     | 0     | 0         | 0         | 0    | 0    | 14   | -10  |

## Достижения
«Динамо» (Киев)
- Чемпион Украины (2): 2020/21, 2024/25
- Серебряный призёр чемпионата Украины: 2023/24
- Обладатель Кубка Украины (2): 2019/20, 2020/21

Сборная Украины
- Победитель турнира в Тулоне: 2024